# Linopodius acutipennis
Linopodius acutipennis là một loài bọ cánh cứng trong họ Cerambycidae.